# Statistics Botswana
Statistics Botswana ist die für öffentliche Statistikaufgaben zuständige Behörde von Botswana. Ihr Sitz befindet sich in Gaborone.
Statistics Botswana wurde 2009 gebildet und steht unter der Leitung des Statistician General (deutsch etwa: „Generalstatistiker“). Central Statistics Office war die Vorläuferinstitution, die nach der staatlichen Unabhängigkeit des Landes am 30. September 1966 seit 1967 bestand. Zu den Fachgrundlagen der statistischen Arbeiten gehören die UN Fundamental Principles of Official Statistics (UNFPOS) der Vereinten Nationen und die African Charter of Statistics (ACS) der Afrikanischen Union.

## Struktur und Aktivitäten
Die Behörde besteht aus mehreren Hauptabteilungen (Directorates), Stand 2023:
- Economic Statistics
- Socio-Demographic Statistics
- Standards, Methods and Information Systems
- Stakeholder Relations
- Internal Audit
- Corporate Services
- Legal Advisor and Board Secretary

Die Behörde führt die Volkszählungen und thematisch differenzierte Untersuchungen in Botswana durch. Die jüngsten Volkszählungen erfolgten in den Jahren 2011 (2011 Population and Housing Census) und 2022.

## Rechtsgrundlagen
- Statistics Act of 2009
- Census Act (ursprünglich Proclamation 10, 1904, später Act 7, 1981)[7]

## Periodika
- Statistics Botswana Annual Report (Jahresbericht der Behörde)
- Agriculture statistics[8]
- Health statistics report[9]